# Деменовка (річка)
Деменовка (словац. Demänovka) — річка, ліва притока річки Ваг, протікає в окрузі Ліптовський Мікулаш.
Довжина — 19 км; площа водозбору 61  км².
Витік знаходиться в масиві Низькі Татри на висоті приблизно 1570 метрів. Протікає через село Деменовска Доліна.
Впадає у Ваг в міській частині Палудзка Ліптовського Мікулаша.